# レジーナディンヴェルノ賞
レジーナディンヴェルノ賞（レジーナディンヴェルノしょう）は高知県競馬組合が高知競馬場ダート1900メートルで施行する地方競馬の重賞競走である。
レース名の「レジーナディンヴェルノ（Regina d'Inverno）」はイタリア語で「冬の女王」を意味する。

## 概要
2023年度に4歳以上牝馬による地方競馬全国交流の重賞競走として創設された。施行距離はダート1900メートル。第1回からGRANDAME-JAPAN古馬春シーズンの対象競走となっている。

### 条件・賞金等（2025年）
出走条件
サラブレッド系4歳以上牝馬、地方競馬全国交流。
- 出走枠は他地区所属馬6頭、高知所属馬6頭。
  - 他地区所属馬は現所属後1走以上で前年1月1日から本年2月9日の間に重賞競走で5着以上の成績が必要。また、同一馬主・同一厩舎は2頭以下。
  - 高知所属馬は所属後1走以上が必要。

負担重量
定量で56kg。
賞金額
1着800万円、2着280万円、3着160万円、4着120万円、5着80万円、着外40万円。
副賞
スポーツニッポン新聞社賞。

## 歴代優勝馬
| 回次  | 施行日        | 優勝馬         | 性齢 | 所属 | タイム | 優勝騎手 | 管理調教師 | 馬主                 |
| ----- | ------------- | -------------- | ---- | ---- | ------ | -------- | ---------- | -------------------- |
| 第1回 | 2024年2月25日 | ミニョン       | 牝5  | 高知 | 2:05.1 | 山崎雅由 | 田中譲二   | 今井高之             |
| 第2回 | 2025年2月23日 | サンオークレア | 牝6  | 兵庫 | 2:09.5 | 石川倭   | 田中一巧   | （株）加藤ステーブル |

### 各回競走結果の出典
- レジーナディンヴェルノ賞 歴代優勝馬 - 地方競馬全国協会
- JBISサーチ
  - 2024年